# Мокряков, Анатолий Васильевич
Анатолий Васильевич Мокряков — советский хозяйственный, государственный и политический деятель.

## Биография
Родился в 1921 году в Савинском районе. Член ВКП(б).
Участник Великой Отечественной войны. С 1946 года — на хозяйственной, общественной и политической работе. В 1946—1984 гг. — учитель физики, первый секретарь Савинского райкома ВЛКСМ, заведующий отделом рабочей молодежи Ивановского обкома ВЛКСМ, на партийной работе в Савинском райкоме партии и в Ивановском обкоме КПСС, второй, первый секретарь Савинского РК КПСС, заведующий отделом пропаганды и агитации, секретарь областного комитета КПСС, председатель исполнительного комитета областного Совета депутатов трудящихся Ивановской области
Избирался депутатом Верховного Совета РСФСР 9-го и 10-го созывов.
Умер 4 мая 2000 года.